# キョウ口区
礄口区（きょうこう/チャオコウ-く、中国語:硚口区、拼音: Qiáokǒu Qū、英語:Qiaokou District）は中華人民共和国湖北省武漢市の市街地に位置する市轄区で、漢口三区のひとつである。

## 概要
礄口区は湖北省武漢市の市街地の北西部、長江と漢水の合流地点に位置し、区の地理範囲は東経114°9′～114°17′、北緯30°34′～30°38′の間である。礄口区は東西湖区・江漢区と漢陽区に隣接する。区の面積は40.06km²又は41.46km²で、11の街道を所管し、常住人口は86.71万人である

## 政治機関・首長

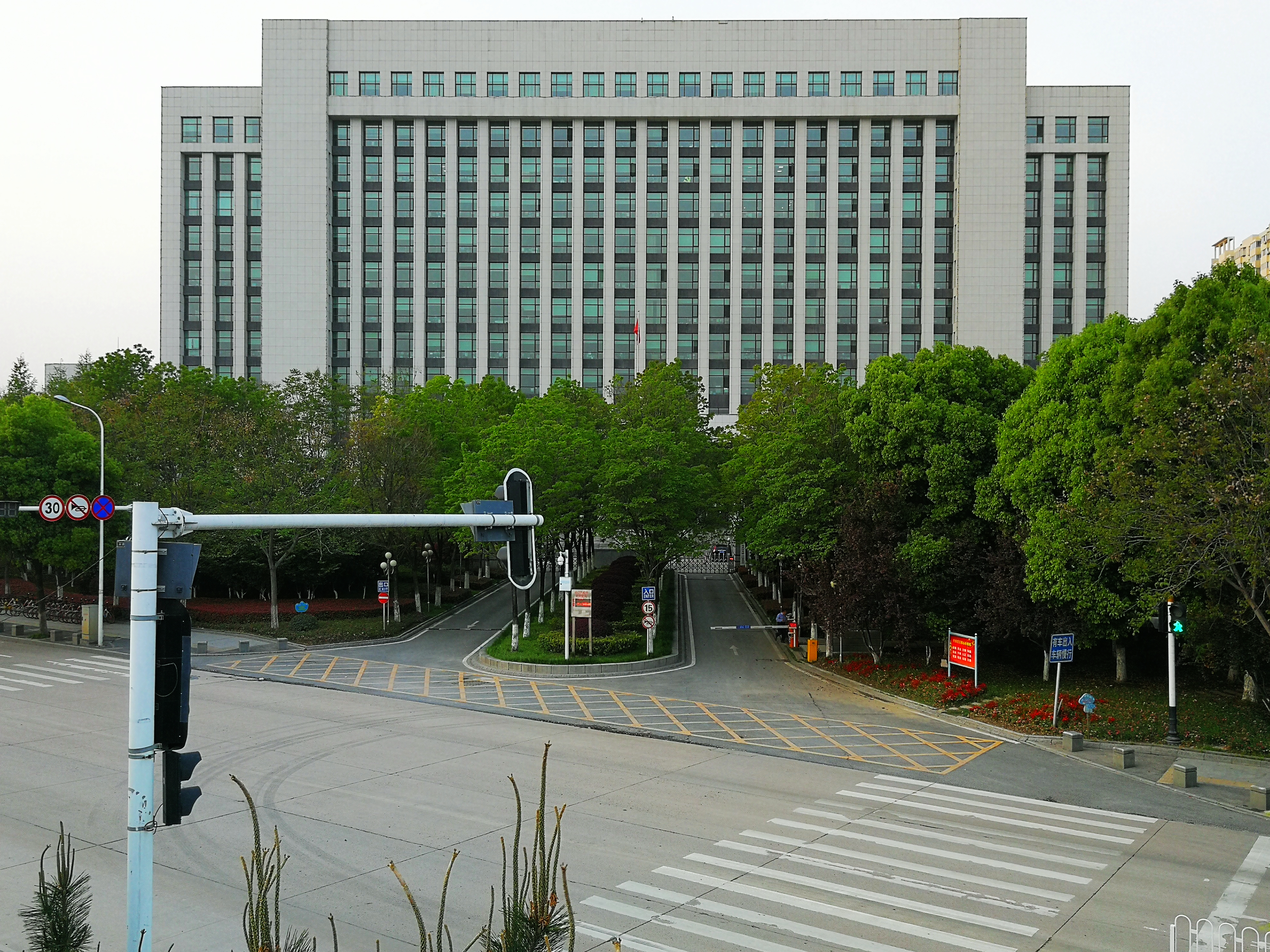
礄口区政務センター（区役所庁舎）

1. 中国共産党礄口区委員会：区の共産党指導部である。中国共産党礄口区委員会書記（略称「区委書記」、副地級）は区の首長。
2. 礄口区人民政府：行政機関であり、区役所に相当する。礄口区人民政府区長（略称「区長」、副地級）は区の行政上の長。
3. 礄口区人民代表大会：区の国家権力機関及び議決機関であり、区議会に相当する。
4. 中国人民政治協商会議武漢市礄口区委員会：政治協議機関である。
5. 礄口区監察委員会：監察機関である。
6. 礄口区人民法院：司法機関であり、地方裁判所に相当する。
7. 礄口区人民検察院：検察機関であり、地方検察庁に相当する。

## 行政区画

### 沿革

#### 明・清時代
- 明の成化年間 - 漢江の長江への合流口が漢陽の南から亀山の北側に変わり、武漢を三鎮に分け、礄口地域が発祥。
- 明の嘉靖年間 - 漢陽府は漢口鎮に巡検司を置き、司の役所は漢陽に設置。
- 清の康熙年間 - 漢口巡検司を漢陽から漢口に移転し、漢口は行政管理上で漢陽から正式に分割される。
- 清末 - 漢口に夏口庁を設置。

#### 中華民国時代
- 民国元年（1912年） - 夏口庁を夏口県に改編。
- 1926年10月 - 国民革命軍は武漢三鎮を攻略し、夏口県に漢口市を設置。以降、礄口区内の地域は漢口市や漢口特別市に所属。

#### 中華人民共和国時代
- 1949年5月16日 - 武漢解放。
- 1949年7月 - 中共武漢市第二区委員会が成立。
- 1950年11月 - 武漢市第二区人民政府が成立し、礄口地域を所管。
- 1952年6月 - 武漢市第二区は礄口区に改称、20つの街道人民政府を所管。
- 1954年 - 街道人民政府を街道弁事所に改編。
- 1955年3月 - 礄口区人民政府は礄口区人民委員会に改称。
- 1955年 - 市区（市街地）と郊区（郊外）の区境調整により、恵済区所管の羅家墩から上双墩・下双墩・航空路までのエリア一帯を編入。
- 1956年 - 20つの街道を16つの街道に併合。
- 1957年1月 - 漢橋区所管の長豊郷の一部を編入。のちに韓家墩街道を増設し、17つの街道を所管。
- 1959年 - 17つの街道を9つの街道に併合。
- 1960年 - 礄口区人民委員会は礄口区人民公社に改編。所管する9つの街道を8つの分社に改編。
- 1960年7月 - 東西湖蔬菜三場を編入、長豊郷農業管理区に改名。
- 1961年6月 - 礄口区人民公社の8つの分社を14つの街道に再編。
- 1961年10月 - 礄口区人民公社が廃止され、礄口区人民委員会に復帰。
- 1964年8月 - 長豊地区が再び漢橋区に編入される。
- 1968年3月 - 礄口区革命委員会が成立。
- 1970年 - 12つの街道革命委員会を所管。
- 1978年 - 街道革命委員会が街道弁事所に復帰。
- 1980年2月 - 礄口区革命委員会が廃止され、礄口区人民政府が復活。
- 1985年1月 - 洪山区の長豊郷を編入。
- 1986年 - 易家墩街道を増設し、全区は13つの街道を所管。
- 2000年9月 - 漢正街道を崇仁街道に改名。利済街道・三曙街道・新安街道・宝慶街道を併合し、漢正街道を新設。
- 2010年11月15日 - 崇仁街道を漢中街道に編入。長豊街道と易家墩街道を長豊・易家・古田といった3つの街道に改編。韓家墩街道・宗関街道・漢水橋街道の町境を調整。現状の行政区画に至る。

### 区内の地域
2016年末現在、礄口区は以下の11の街道及びその下位組織である127の社区住民委員会と1の村民委員会を所管している。
| 行政区画   | 行政区画番号 | 面積（km2） | 戸籍人口（人） | 常住人口（万人） | 人口密度（戸籍、人/km2） | 街道弁事所住所    | 社区 | 村 |
| ---------- | ------------ | ----------- | -------------- | ---------------- | ------------------------ | ----------------- | ---- | -- |
| 礄口区     | 420104000    | 41.46       | 524620         | 86.71            | 21645                    | 沿河大道518号     | 127  | 1  |
| 古田街道   | 420104001    | 5.22        | 65029          | 9.78             | 12458                    | 易農街8号         | 13   |    |
| 韓家墩街道 | 420104002    | 4.59        | 65423          | 9.88             | 14253                    | 解放大道329号     | 11   |    |
| 宗関街道   | 420104003    | 3.71        | 48788          | 7.00             | 13150                    | 解放大道461号     | 11   |    |
| 漢水橋街道 | 420104004    | 2.64        | 60794          | 8.00             | 23028                    | 双廠巷2号         | 13   |    |
| 宝豊街道   | 420104005    | 1.88        | 52545          | 8.57             | 27949                    | 宝豊街13号        | 10   |    |
| 栄華街道   | 420104006    | 0.81        | 42800          | データなし       | 52840                    | 集賢里38号        | 10   |    |
| 漢中街道   | 420104008    | 1.33        | 49077          | 5.30             | 59456                    | 漢正街405号       | 11   |    |
| 漢正街道   | 420104009    | 1.57        | 68965          | 14.00            | 43927                    | 長寿橋10号        | 19   |    |
| 六角亭街道 | 420104010    | 0.74        | 29897          | 4.39             | 40401                    | 利済東街155号     | 10   |    |
| 長豊街道   | 420104011    | 10.17       | 28925          | 11.94            | 2844                     | 古田二路北垸特2号 | 15   |    |
| 易家街道   | 420104012    | 8.80        | 12377          | 2.40             | 1406                     | 長豊大道副8号     | 4    | 1  |

## 人口
2016年時点の常住人口は86.71万人、戸籍人口は524620人で、うち男性人口は261733人、女性人口は262887人である。老年人口は80509人で、高齢化率は15.29%である。平均寿命は80.67歳で、死亡率は8.07‰、出生率は6.97‰、自然人口増加率は-1.10‰である。

## 地理と気候
礄口区は江漢沖積平野に位置し、丘陵地帯がなく、地形は平坦な開闊地である。昔は川と湖の水域で、葦が群生する葦原であったが、漢江の長江への合流点が漢陽の南から亀山の北側に変わり、河川に運搬された土砂が堆積して陸地となり、標高は19～22mである。礄口は漢江と長江の合流点に位置し、漢口の発祥地である。河川合流点の地利に恵まれ、港湾が作られる。次第に人口が集まり、ついに十里の長堤と正街（漢正街）が形成された。
礄口の気候は温暖湿潤気候（Cfa）に属する。冬は寒くて夏は多雨で暑い。無霜期間は240日間である。春秋は短く60日間しかなく、夏は125日間で最も長い。冬は120日間である。年平均降雨量は約1300mmで、6月～8月の降水量は年間降水量の40%を占める。

## 経済
2016年現在、区の域内GDPは599.36億元で、前年比7.3%増。うち、第二次産業は140.66億元で、前年比8.7%増。第三次産業は458.70億元で、前年比6.8%増。第二、三次産業の割合は23.47%と76.53%である。区の登録失業率は3.3%である。

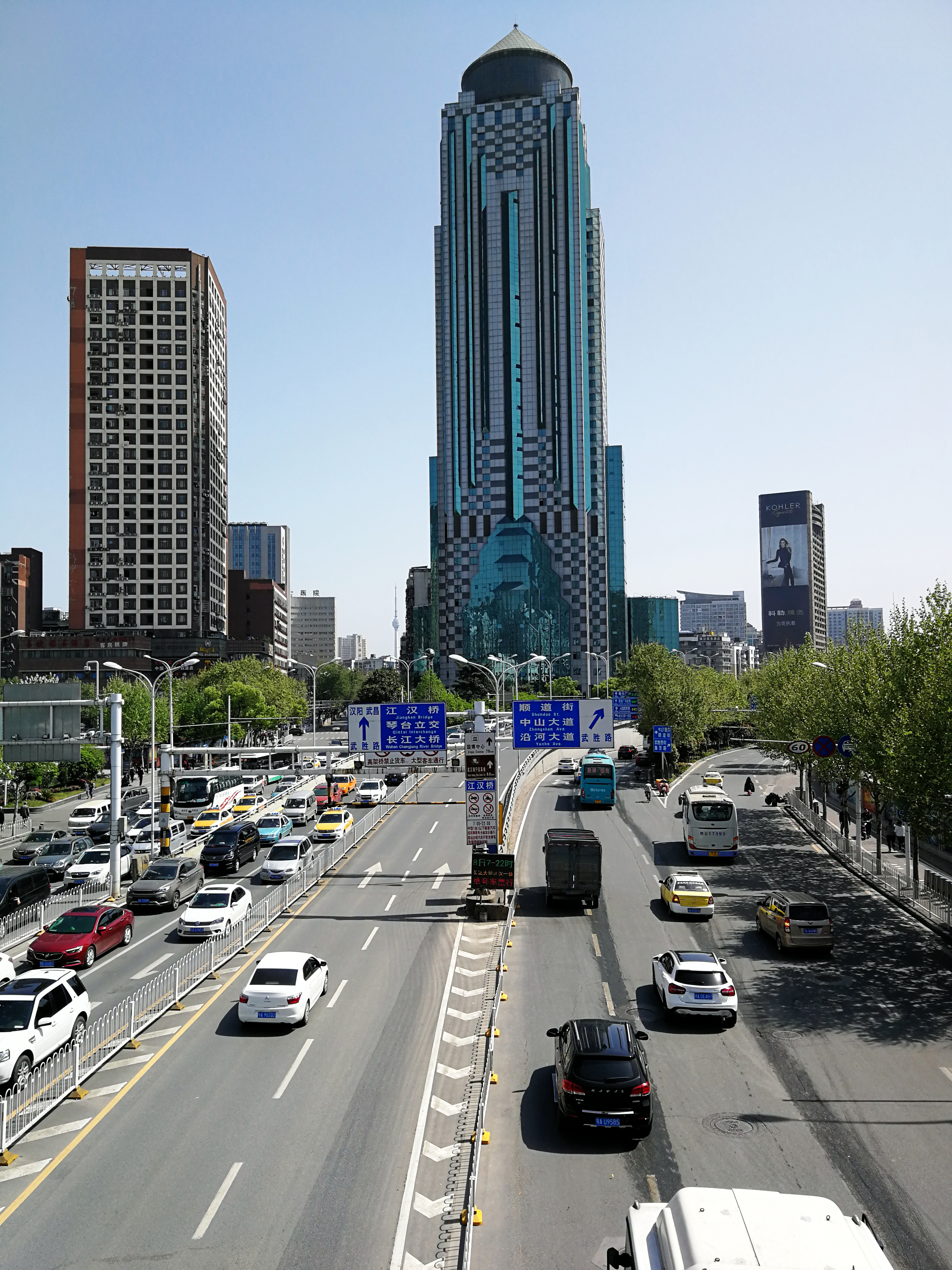
泰合広場ビル

礄口区GDPの産業別の割合 (2016)

## 教育
2016年現在、幼稚園は62園あり、在籍園児は15119人で、小学校は40校あり、在籍学生数は32552人で、中高学校は21校あり、在籍学生数は21212人である。中等専門学校は2校あり、在籍学生数は3974人である。

### 大学
- 華中科技大学同済医学院（10487）

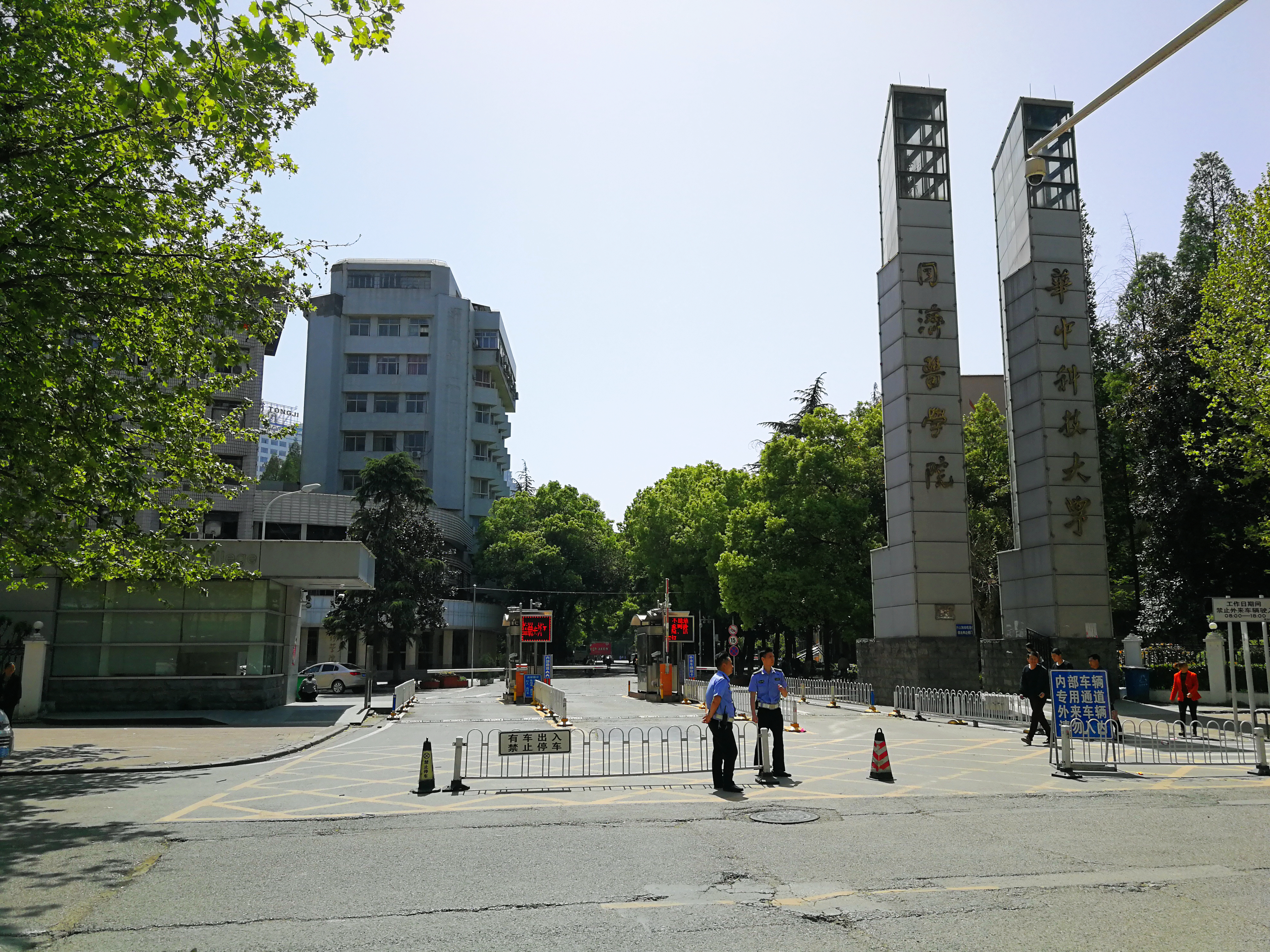
華中科技大学同済医学院

- 中国地質大学（武漢）漢口キャンパス（10491）
- 湖北警官学院（11332）
- 中国人民解放軍海軍工程大学（91016）

### 高等学校

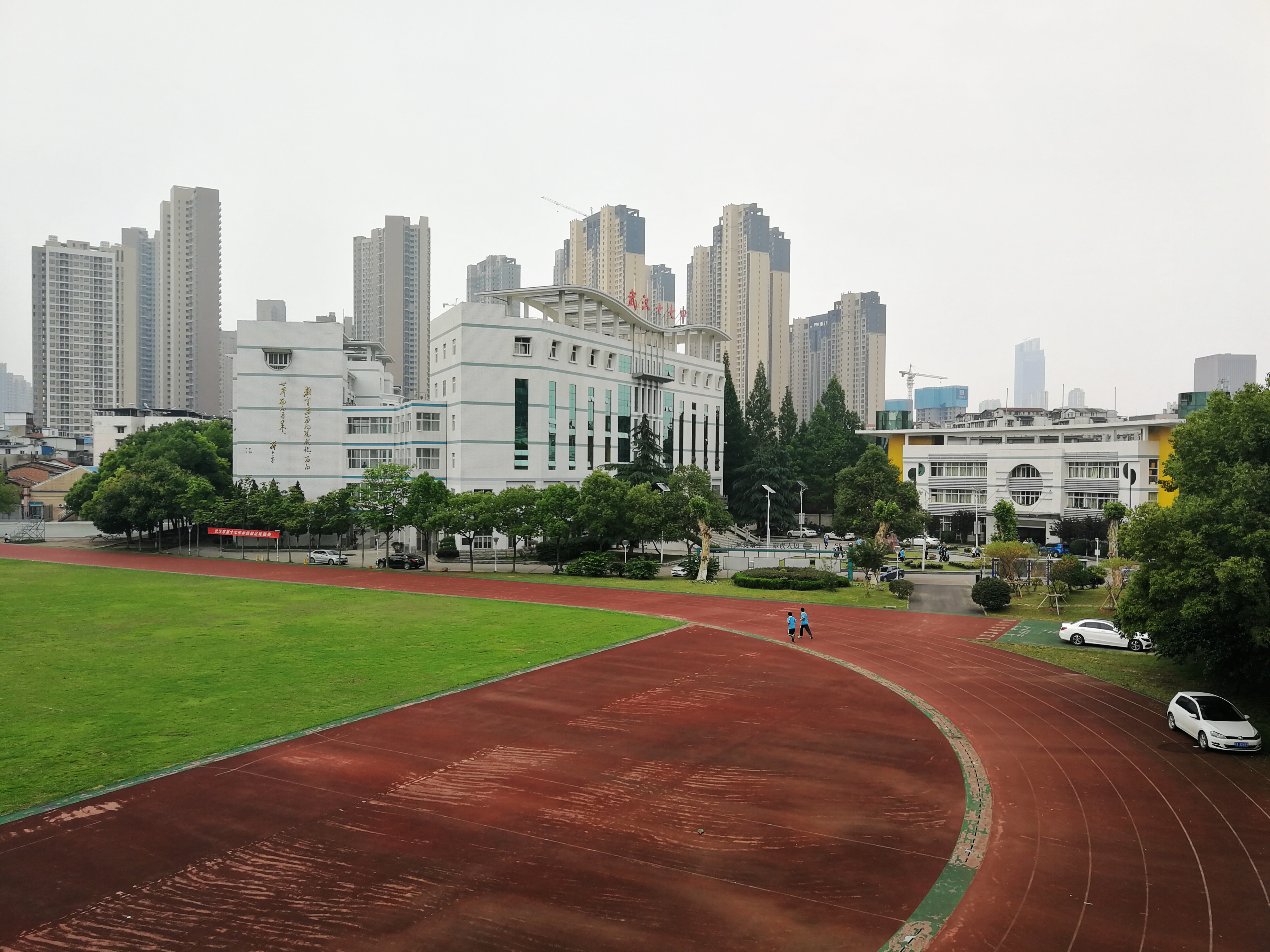
武漢市第十七中学

- 区立（太字は「湖北省示範高級中学」に指定された重点校）
  - 武漢市第二十六中学（3442000054）
  - 武漢市第十一中学（3442000055）
  - 武漢市第四中学（3442000057）
  - 武漢市第四十三中学（3442000059）
  - 武漢市第二十九中学（3442000074）
  - 武漢市第十七中学（3442000110）
- 私立
  - 武漢市太平洋高級中学（3442000058）

### 職業高等学校
- 武漢市第一職業教育センター（3642000047）

### 中学校
- 区立
  - 武漢市第二十七中学（3142000071）
  - 武漢市第十七初級中学（3142000171）
  - 武漢市十一初級中学（3142000173）
  - 武漢市崇仁路中学（3142000174）
  - 武漢市第五十九中学（3142000175）
  - 武漢市常碼頭中学（3142000176）
  - 武漢市第四初級中学（3142000178）
  - 武漢市第六十三中学（3142000180）
  - 武漢市第七十九中学（3142000183）
  - 武漢市第六十中学（3142000184）
  - 武漢市十一濱江初級中学（3142000185）
  - 武漢市博学初級中学（3142000194）
  - 武漢市第六十四中学（3142000340）

- 付属校
  - 華中科技大学同済医学院附属中学（3142000170）
- 私立
  - 武漢十一崇仁初級中学（3142000172）
  - 武漢市礄口区武外英中学校（3142000607）

### 特殊教育学校
- 武漢市第一聾校（5142000014）

## 交通

### 空港
区内には空港がないが、武漢天河国際空港から車で30分程度で、地下鉄で40分程度でアクセスできる。

### 鉄道
中国国鉄

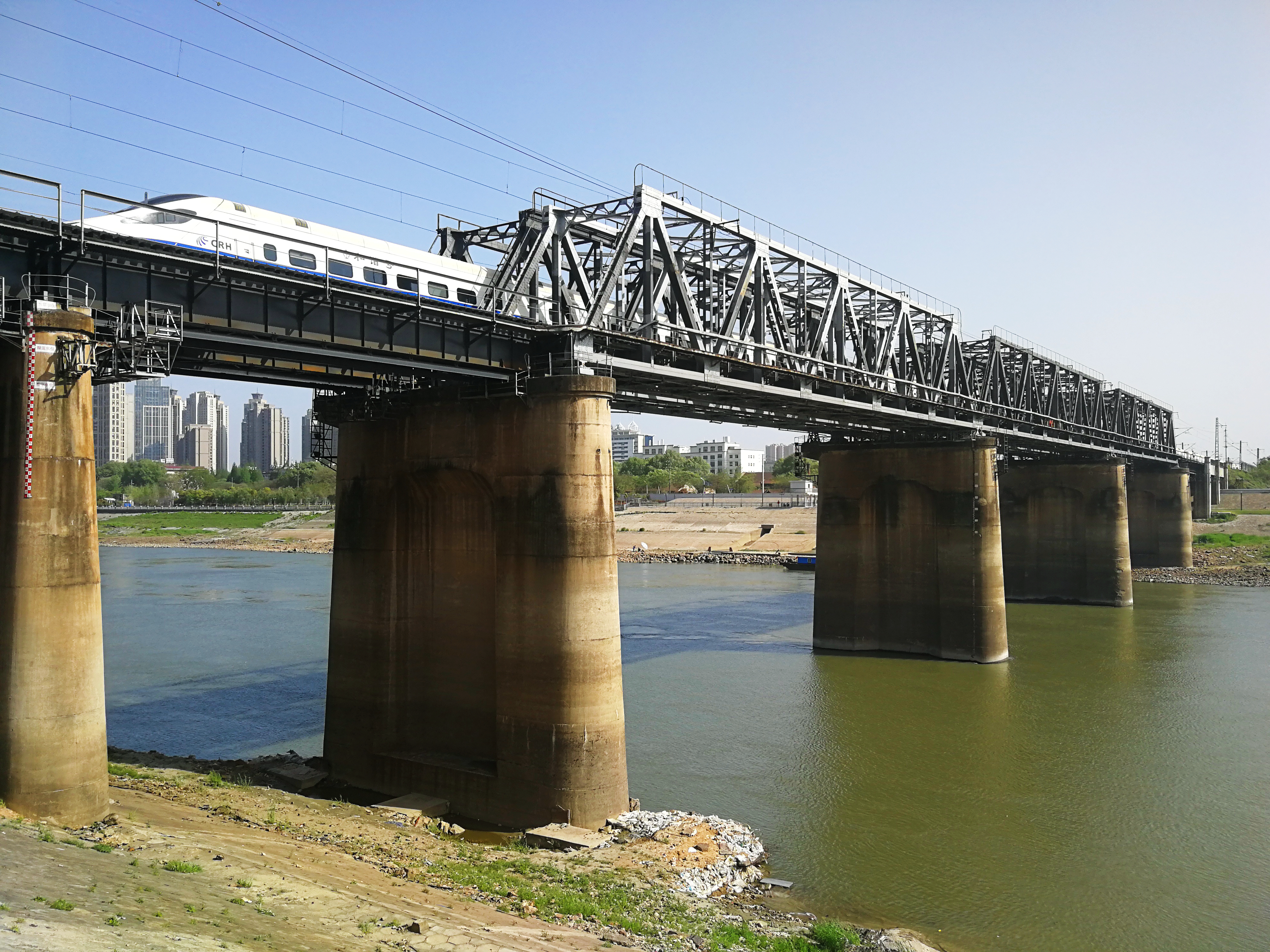
CRH車両が走っている京広線漢水鉄路橋

3本の鉄道路線が礄口区内を経過し、かつて新墩駅、漢西駅など旅客駅があったが、旅客輸送中止に伴い貨物駅になり、現在区内には国鉄の旅客駅がない。但し、漢口駅が隣区の江漢区にあり、アクセスが便利である。
- 滬漢蓉旅客専用線（高速鉄道）
- 京広線
- 漢丹線

武漢地下鉄
- 1 武漢地下鉄1号線

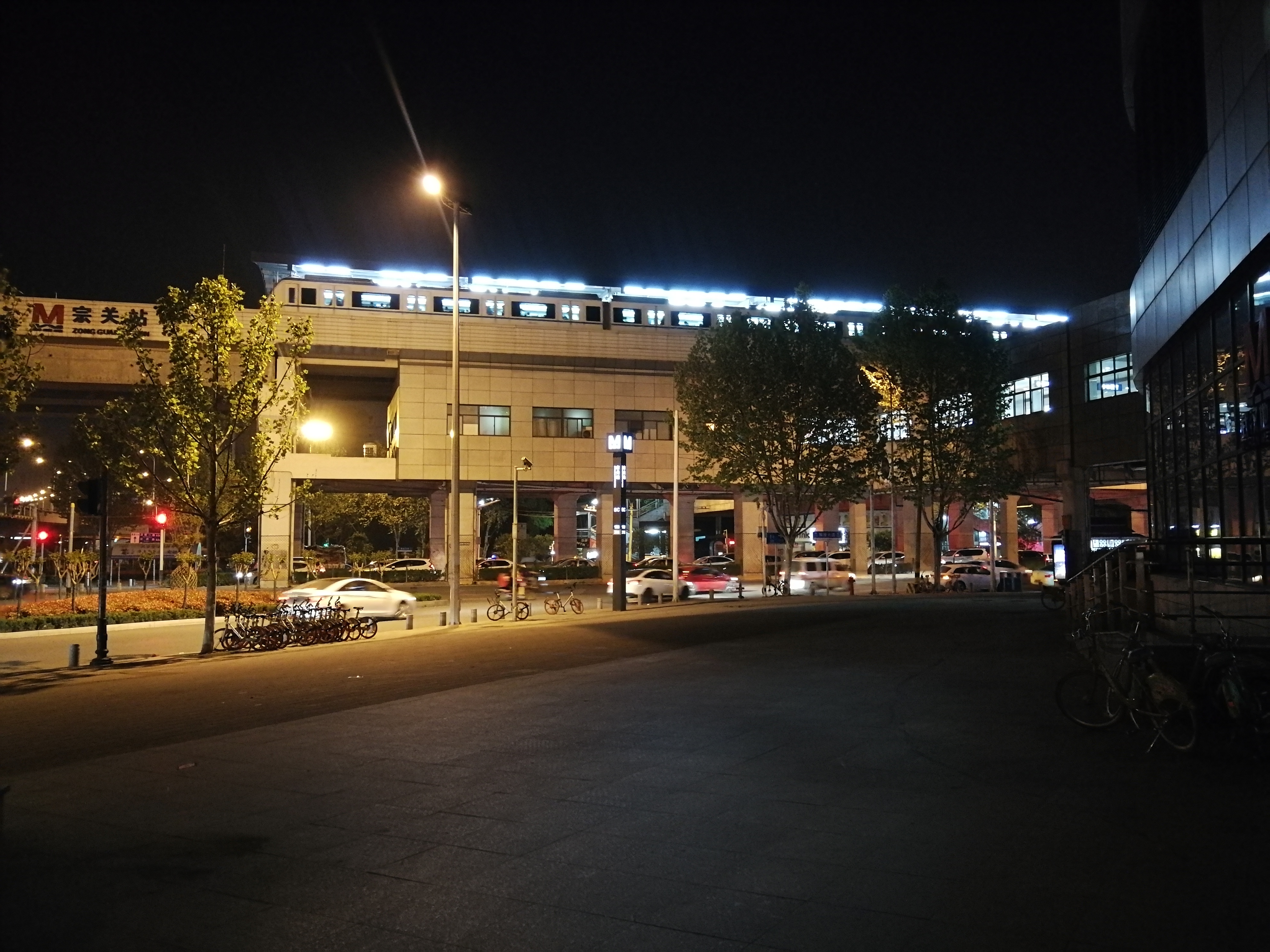
1号線宗関駅の駅舎、写真の右は乗換スカイウォークと3号線の入り口

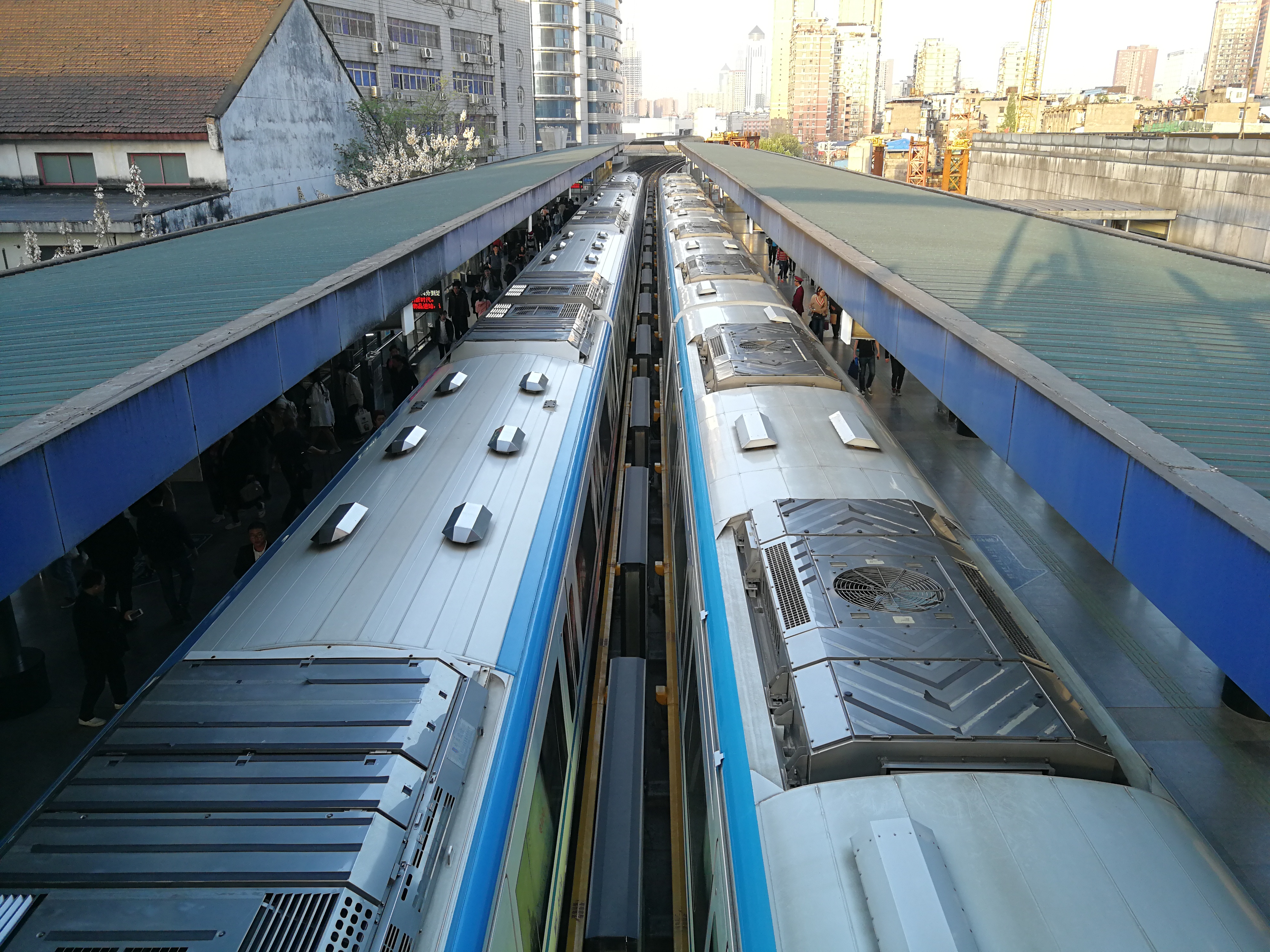
1号線礄口路駅のホームを繋ぐ歩道橋から見た停車中の車両

（江漢区・友誼路駅）- 利済北路駅 - 崇仁路駅 - 礄口路駅 - 太平洋駅 - 宗関駅（■3号線と乗り換える）- 漢西一路駅 - 古田四路駅 - 古田三路駅 - 古田二路駅 - 古田一路駅 - 舵落口駅 - 竹葉海駅 -（東西湖区・額頭湾駅）
- 3 武漢地下鉄3号線

（江漢区・武漢商務区駅）- 双墩駅 - 宗関駅（■1号線と乗り換える）-（漢陽区・王家墩駅）
- 6 武漢地下鉄6号線

（江漢区・六渡橋駅）- 漢正街駅 - 武勝路駅 -（漢陽区・琴台駅）

### 長距離バス
区内に長距離バスターミナルである古田客運站がある。当ターミナルは武漢市の北西部に位置するため、発着路線は近隣の漢川市・孝感市や河南省の一部都市など西方面と北方面の短・中距離の路線が多い。

### 道路
- 高速道路
  - 礄孝高速道路(S17)
  - 武漢三環線

- 主な大道
  - 武漢二環線
  - 沿河大道
  - 京漢大道
  - 中山大道
  - 解放大道
  - 建設大道
  - 南泥湾大道
  - 長豊大道
  - 発展大道
  - 園博大道
  - 武勝路
  - 礄口路
  - 宝豊路
  - 漢西路
  - 工農路

### 橋梁
漢江を跨いで礄口区と漢陽区を結ぶ橋は6本架かっている。

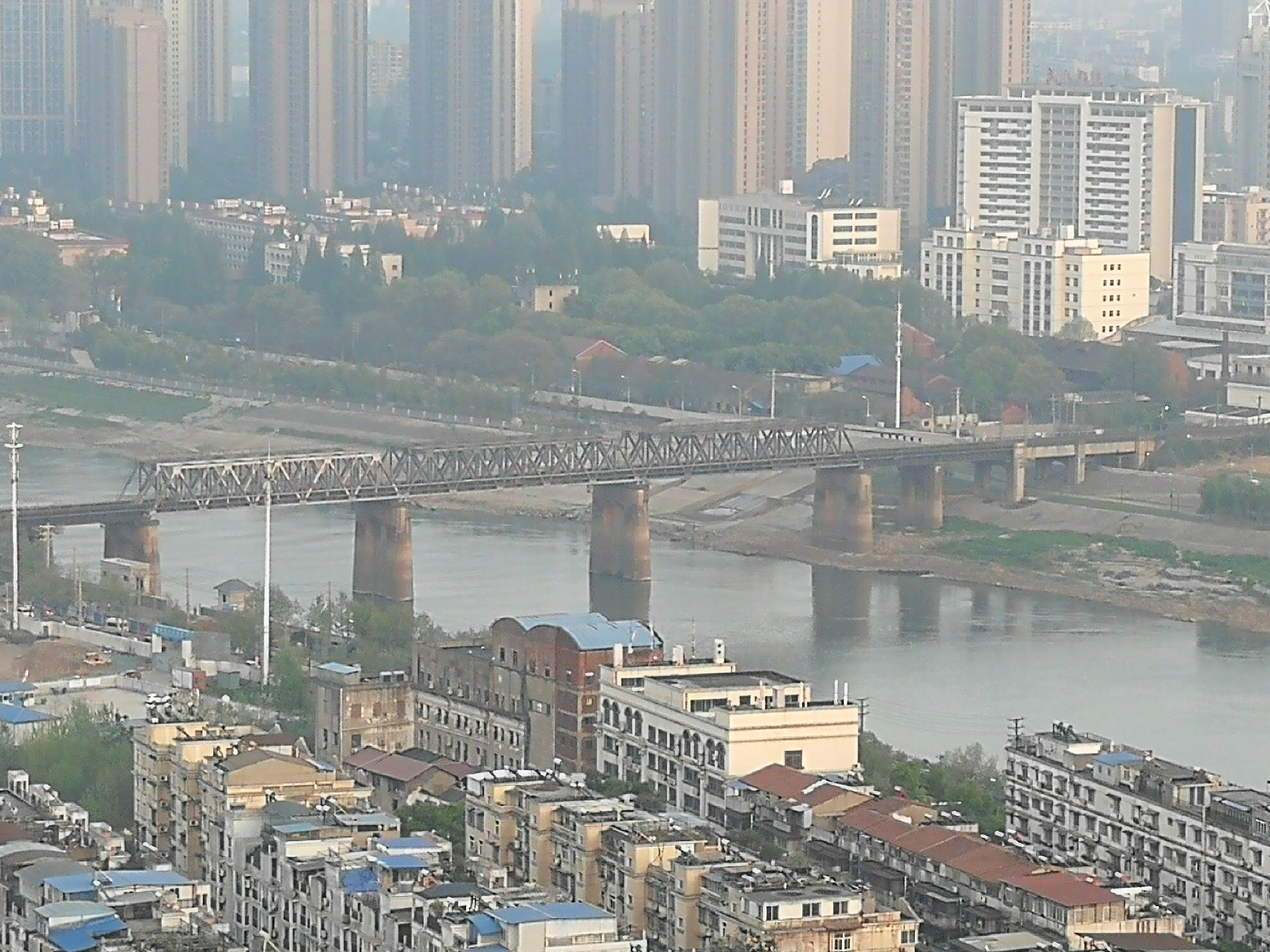
京広線漢江鉄路橋
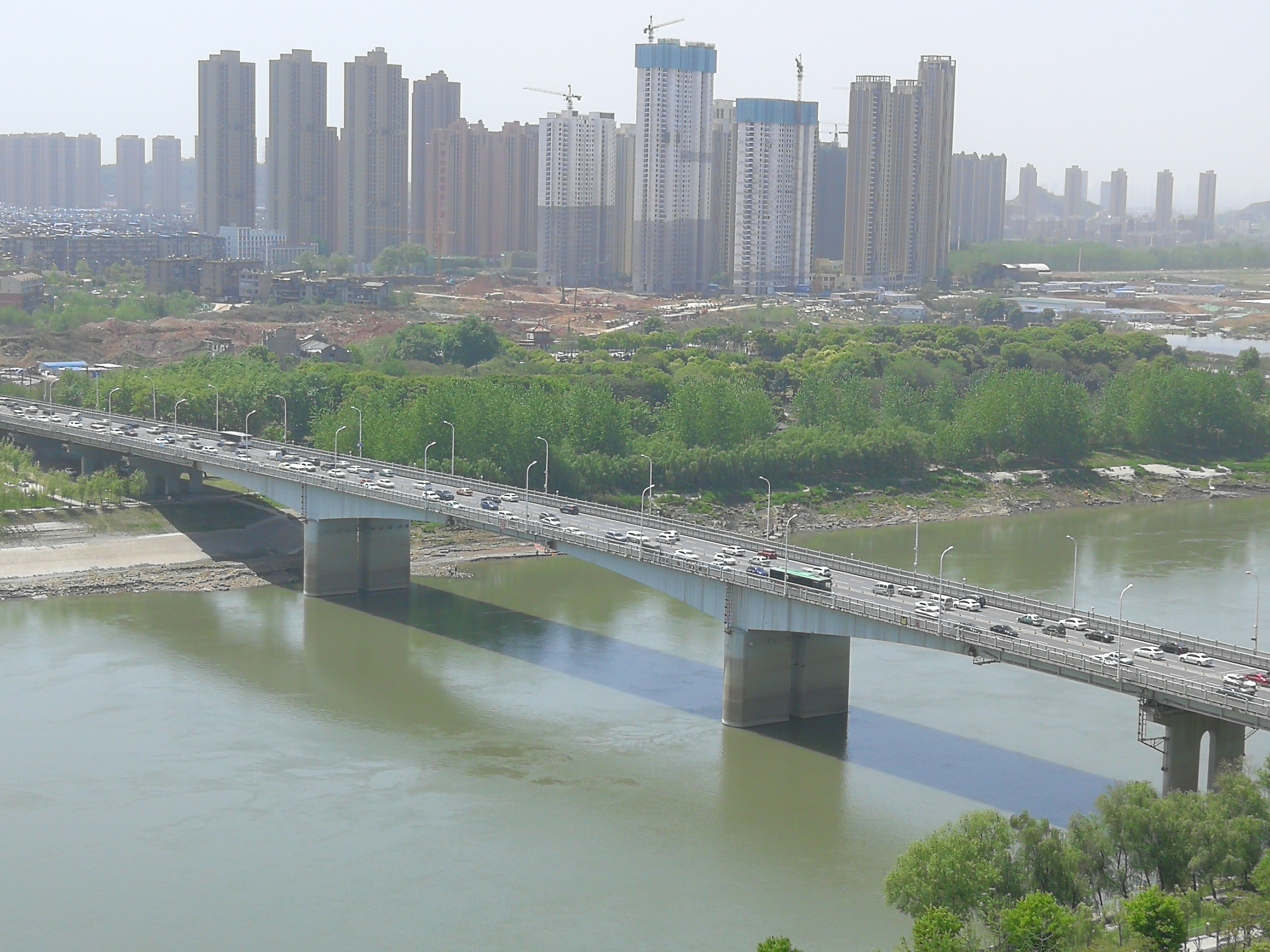
知音橋

| 名称             | 交差河川 | 両端           | 両端           | 構造     | 全長     | 開通日        | 用途   |
| ---------------- | -------- | -------------- | -------------- | -------- | -------- | ------------- | ------ |
| 京広線漢江鉄路橋 | 漢江     | 礄口区鉄橋路   | 漢陽区琴台大道 | トラス橋 | 300.6m   | 1955年1月1日  | 鉄道橋 |
| 江漢橋           | 漢江     | 礄口区武勝路   | 漢陽区鍾家村   | アーチ橋 | 322.37m  | 1956年1月1日  | 道路橋 |
| 知音橋           | 漢江     | 礄口区宗関     | 漢陽区郭茨口   | アーチ橋 | 566.2m   | 1978年4月25日 | 道路橋 |
| 月湖橋           | 漢江     | 礄口区礄口路   | 漢陽区江城大道 | 斜張橋   | 1570m    | 1998年5月1日  | 道路橋 |
| 晴川橋           | 漢江     | 礄口区集家嘴   | 漢陽区南岸嘴   | アーチ橋 | 989.75m  | 2001年7月20日 | 道路橋 |
| 古田橋           | 漢江     | 礄口区古田二路 | 漢陽区仙女山路 | 吊り橋   | 1834.79m | 2015年2月16日 | 道路橋 |

- 京広線漢江鉄路橋
- 知音橋

### トンネル
橋以外に、漢江をくぐるトンネルは2本あり、両方とも地下鉄の隧道である。
| 名称                    | 河川 | 両端           | 両端           | 全長  | 開通日         | 用途         |
| ----------------------- | ---- | -------------- | -------------- | ----- | -------------- | ------------ |
| 武漢地下鉄3号線漢江隧道 | 漢江 | 礄口区宗関駅   | 漢陽区王家湾駅 | 2331m | 2015年12月28日 | 鉄道トンネル |
| 武漢地下鉄6号線漢江隧道 | 漢江 | 礄口区武勝路駅 | 漢陽区琴台駅   | 1704m | 2016年12月28日 | 鉄道トンネル |

## 施設

### 文化施設

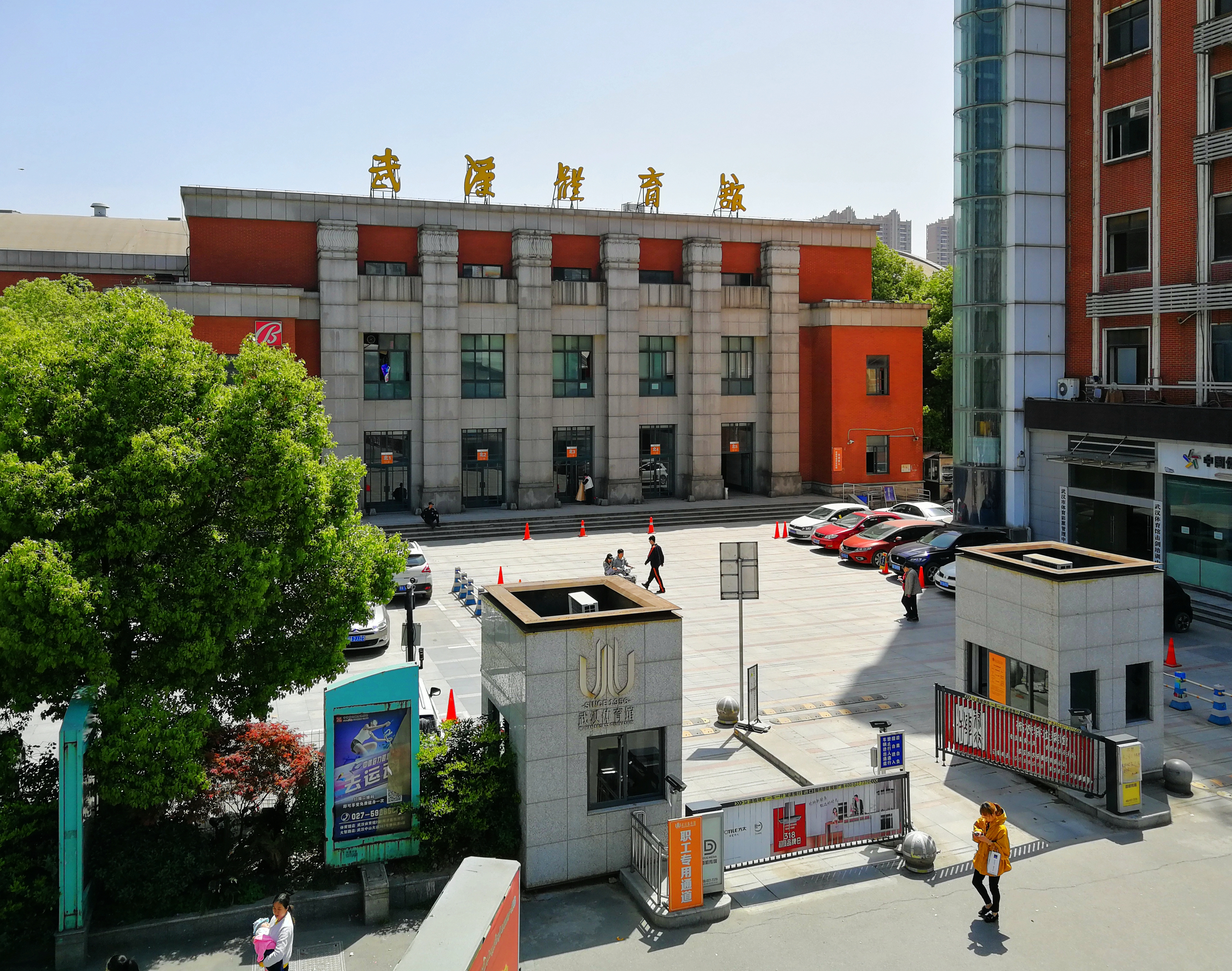
武漢体育館

2016年現在、区所属の文化事業機構は2あり、うち文化館が1箇所あり、図書館が1館ある。区立図書館の蔵書総数は27万冊である。

#### 公園
- 張畢湖公園
- 竹葉海湿地公園
- 武漢園博園
- 張公堤都市森林公園
- 漢江バンド公園
- 礄口公園

### 商業施設
区内の商圏は区を東西に貫く解放大道や中山大道など大通りの道沿いに形成されている。うち、礄口区と江漢区を跨ぐ漢口地域屈指の大商圏である武漢広場商圏がある。
- 独立小売業者連盟(IGA)中国本部
- 新世界百貨中心店
- K11武漢店
- キャピタランドモール武勝店
- キャピタランドモール西城店
- イケア武漢店
- イケアLIVATセンター武漢店
- 泛悦モール西匯店
- 越秀スターリーヴィクトリアモール
- メトロ武漢礄口店

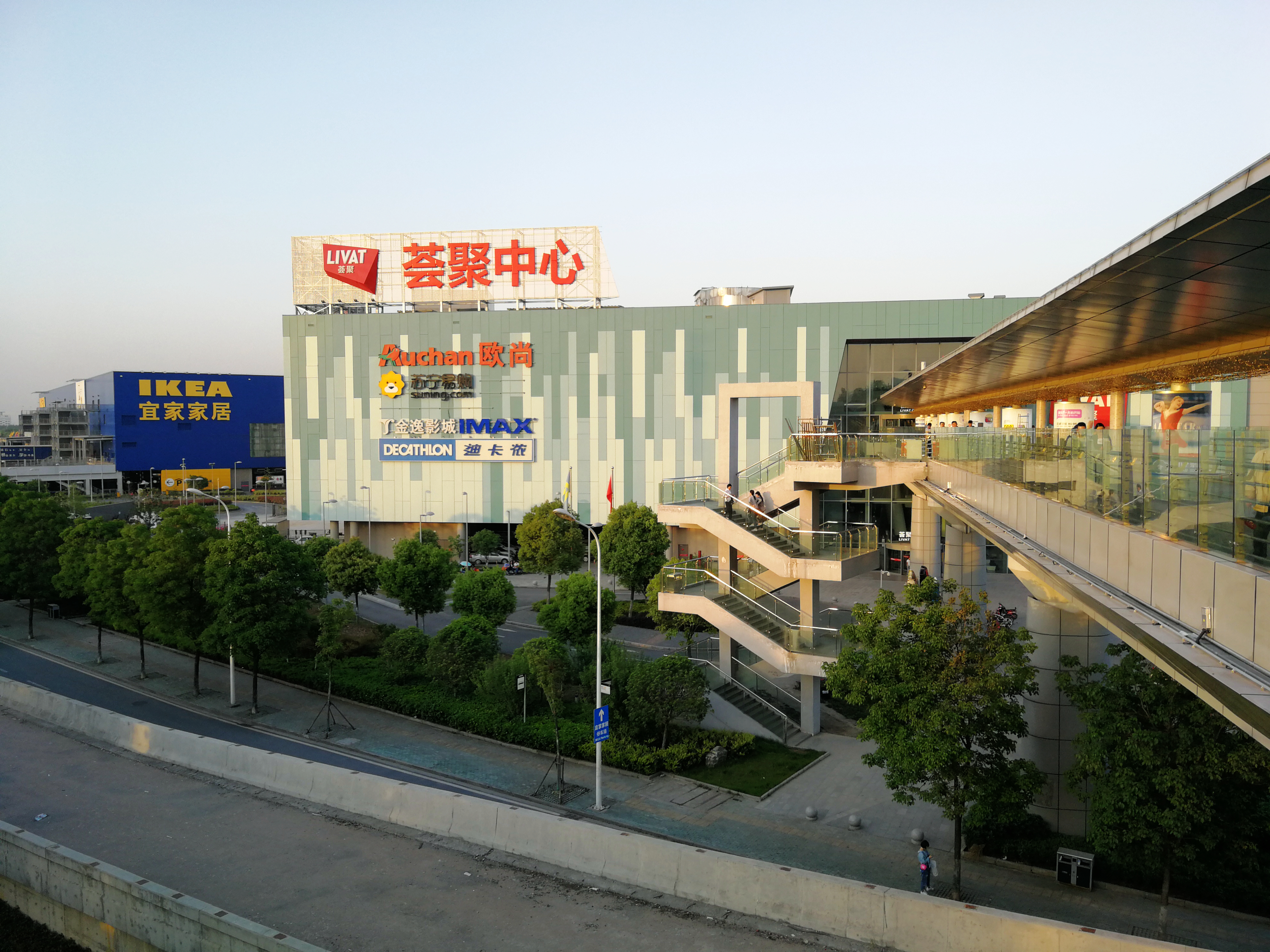
イケア武漢店（左）とイケアLIVATセンター武漢店（右）
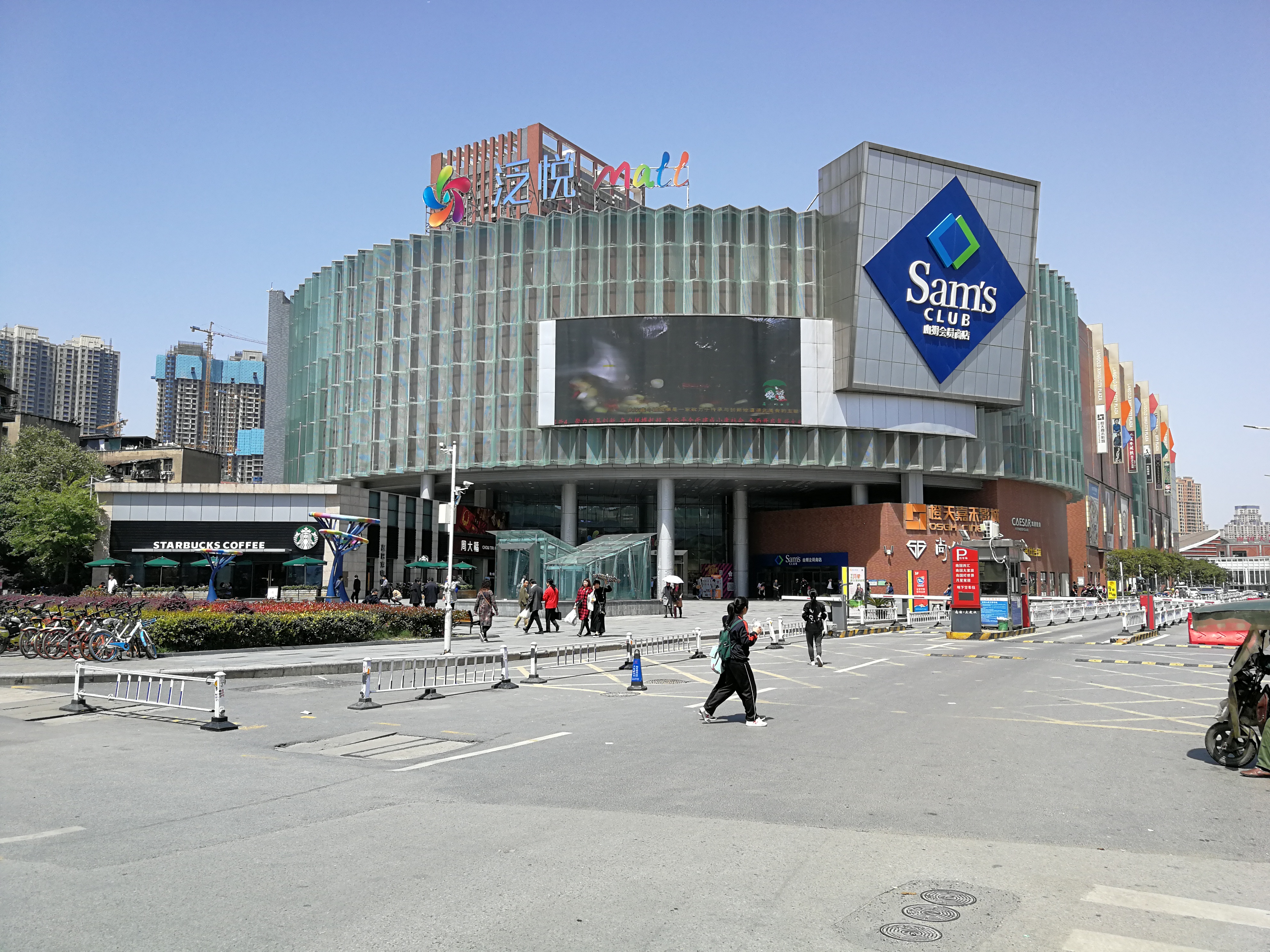
泛悦モール西匯店
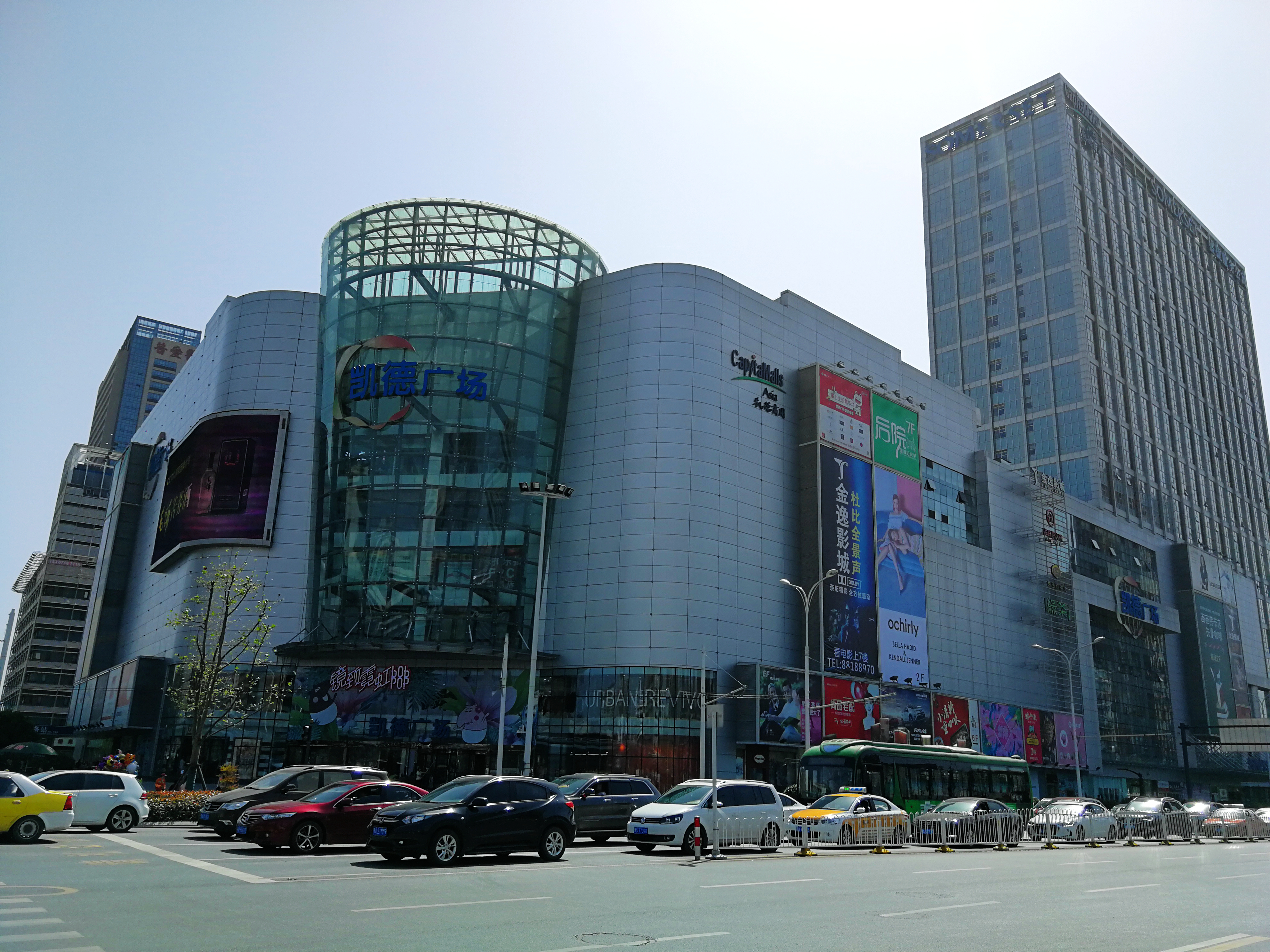
キャピタランドモール武勝店
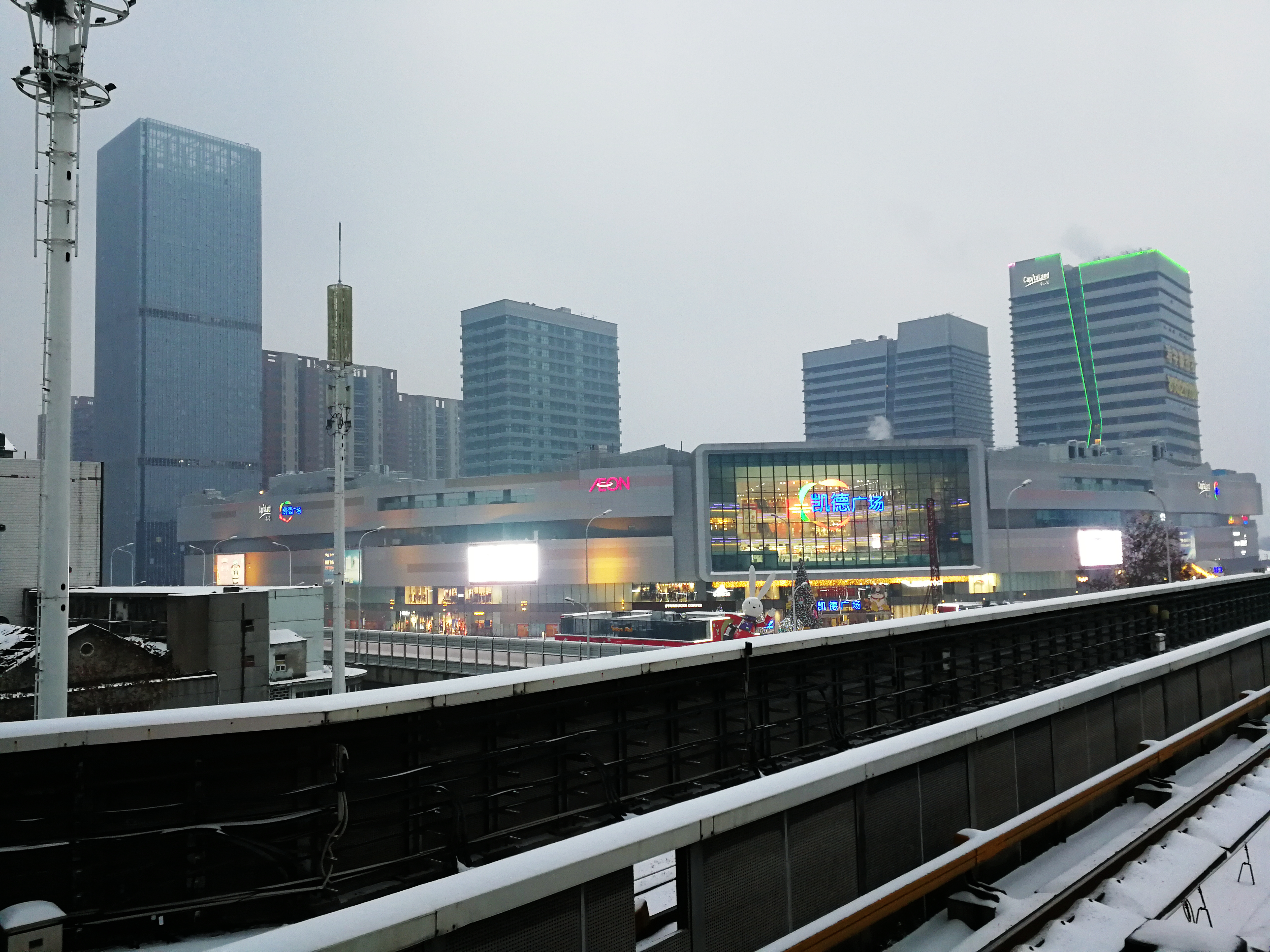
キャピタランドモール西城店
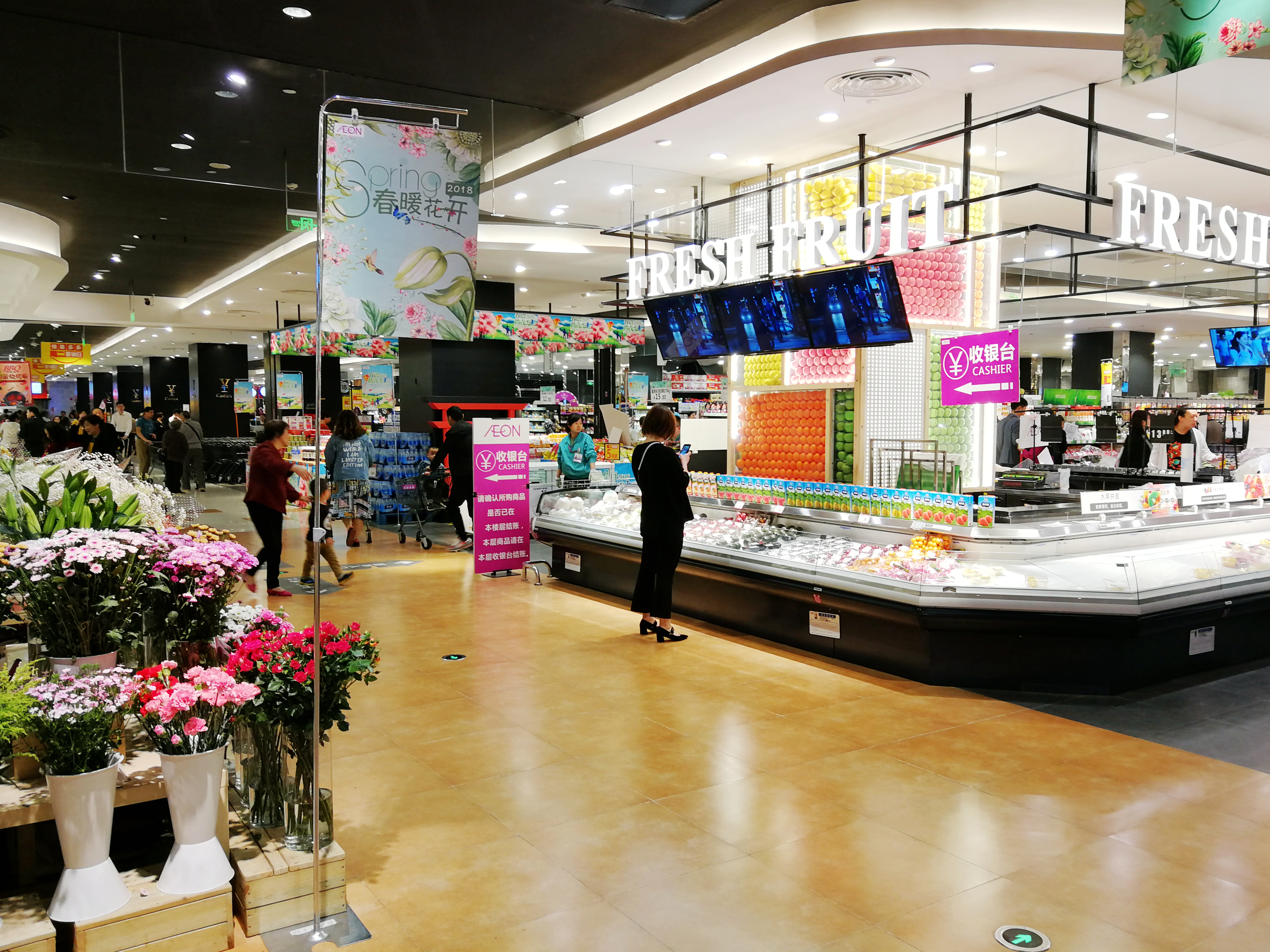
キャピタランドモール西城店地下1階にあるイオンスーパーの内部
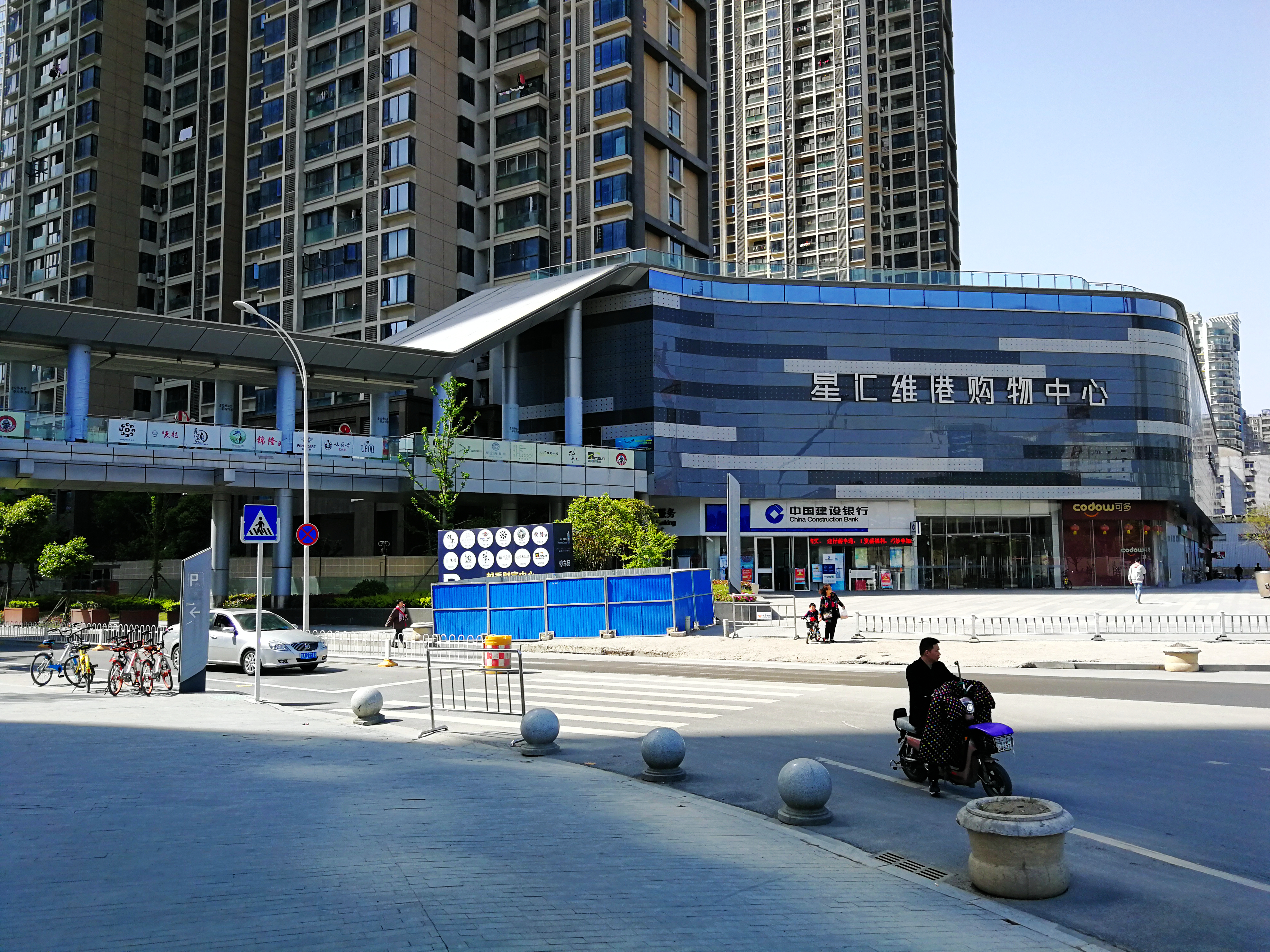
越秀スターリーヴィクトリアモール
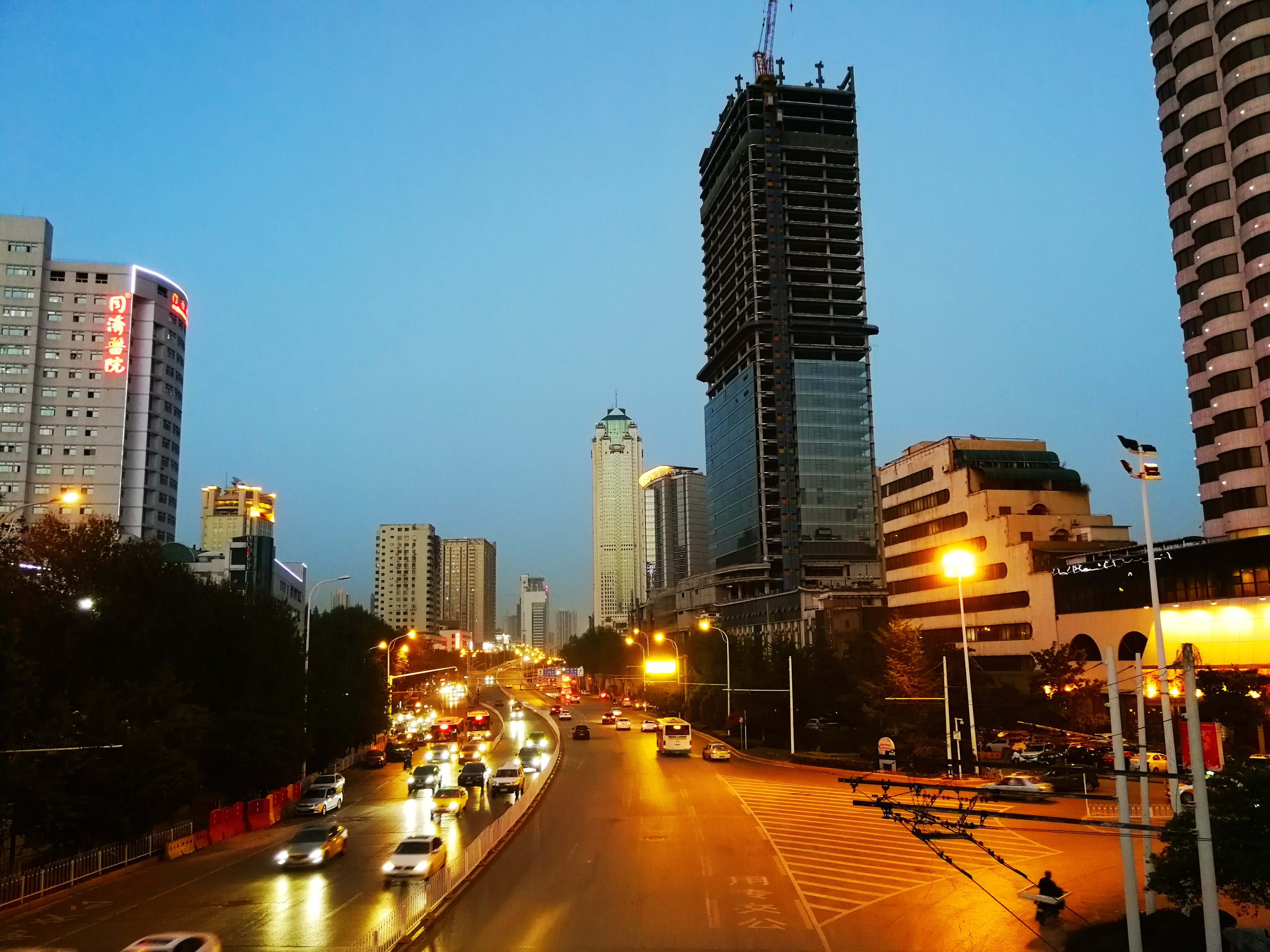
建設中のK11芸術ショッピングセンター新館
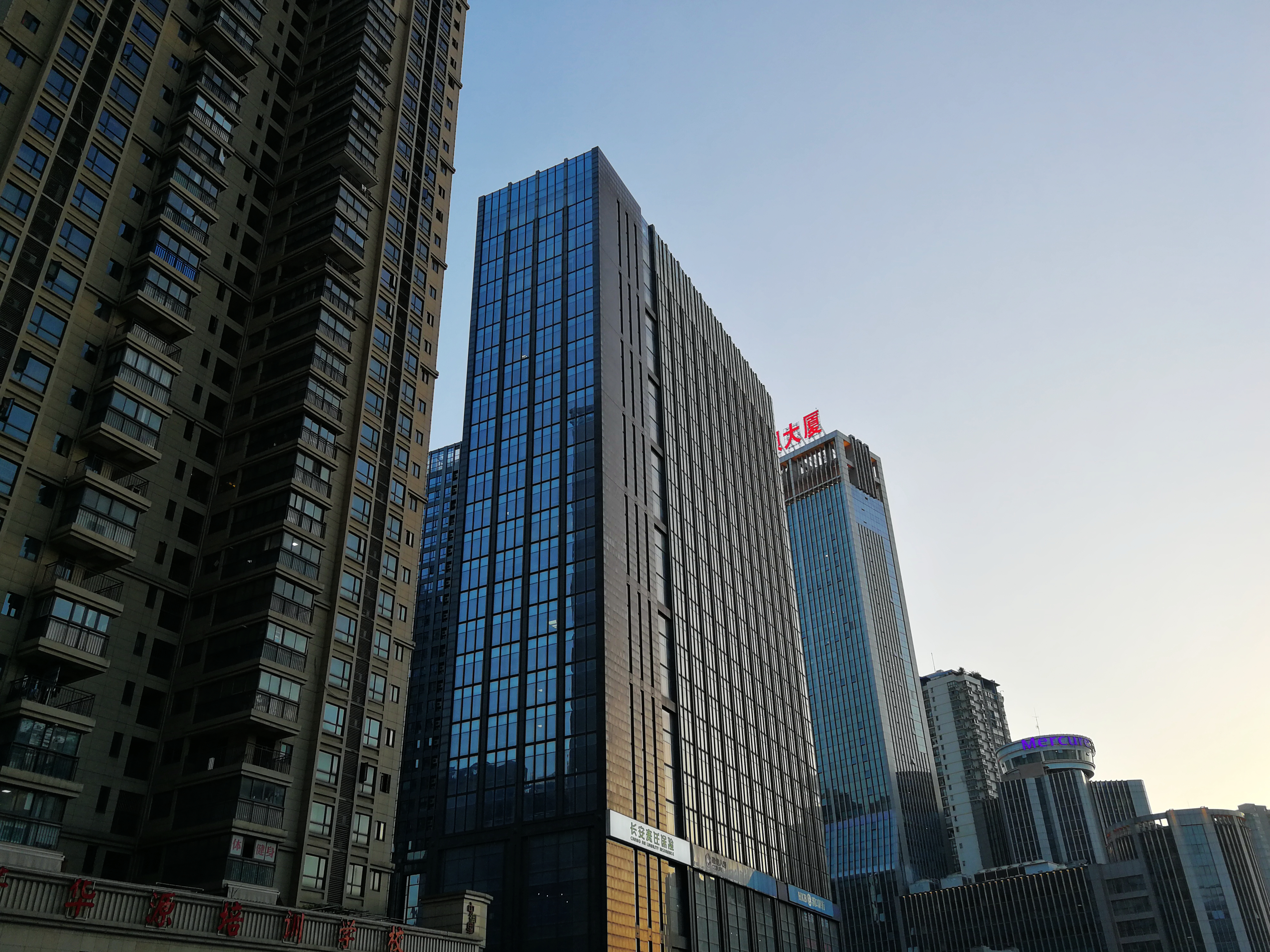
宝豊路付近の高層ビル群

### 病院

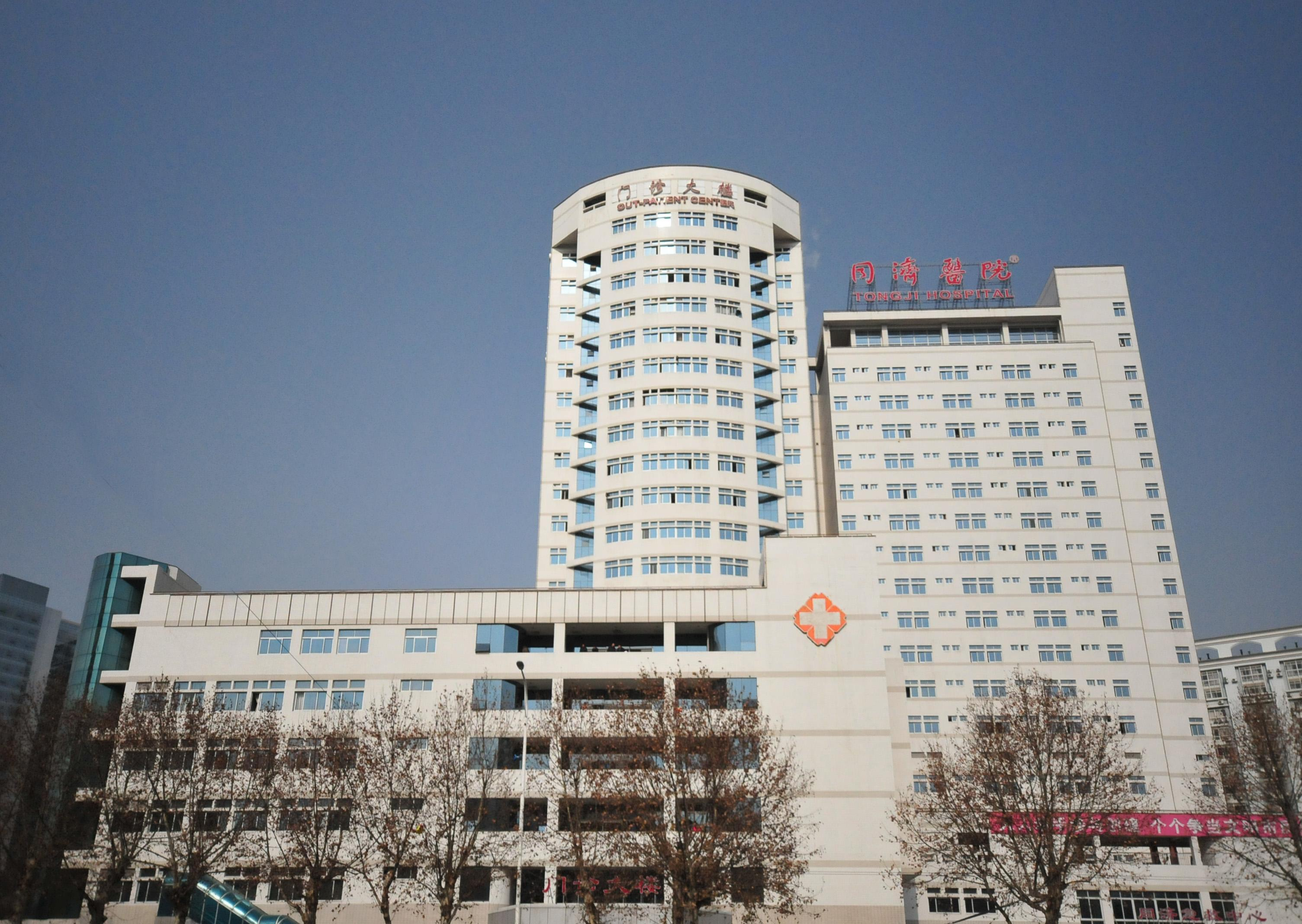
同済医院

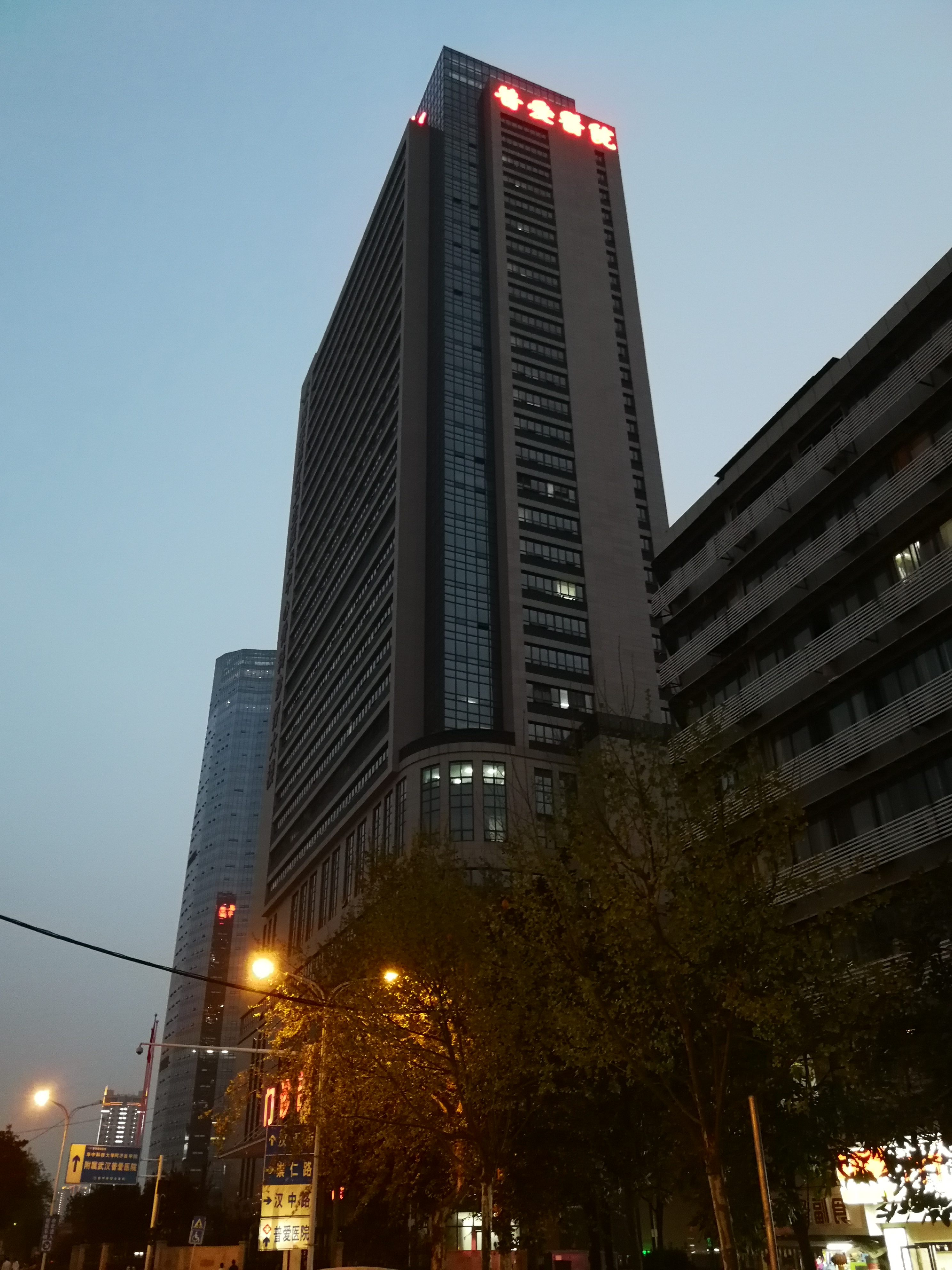
普愛医院東区

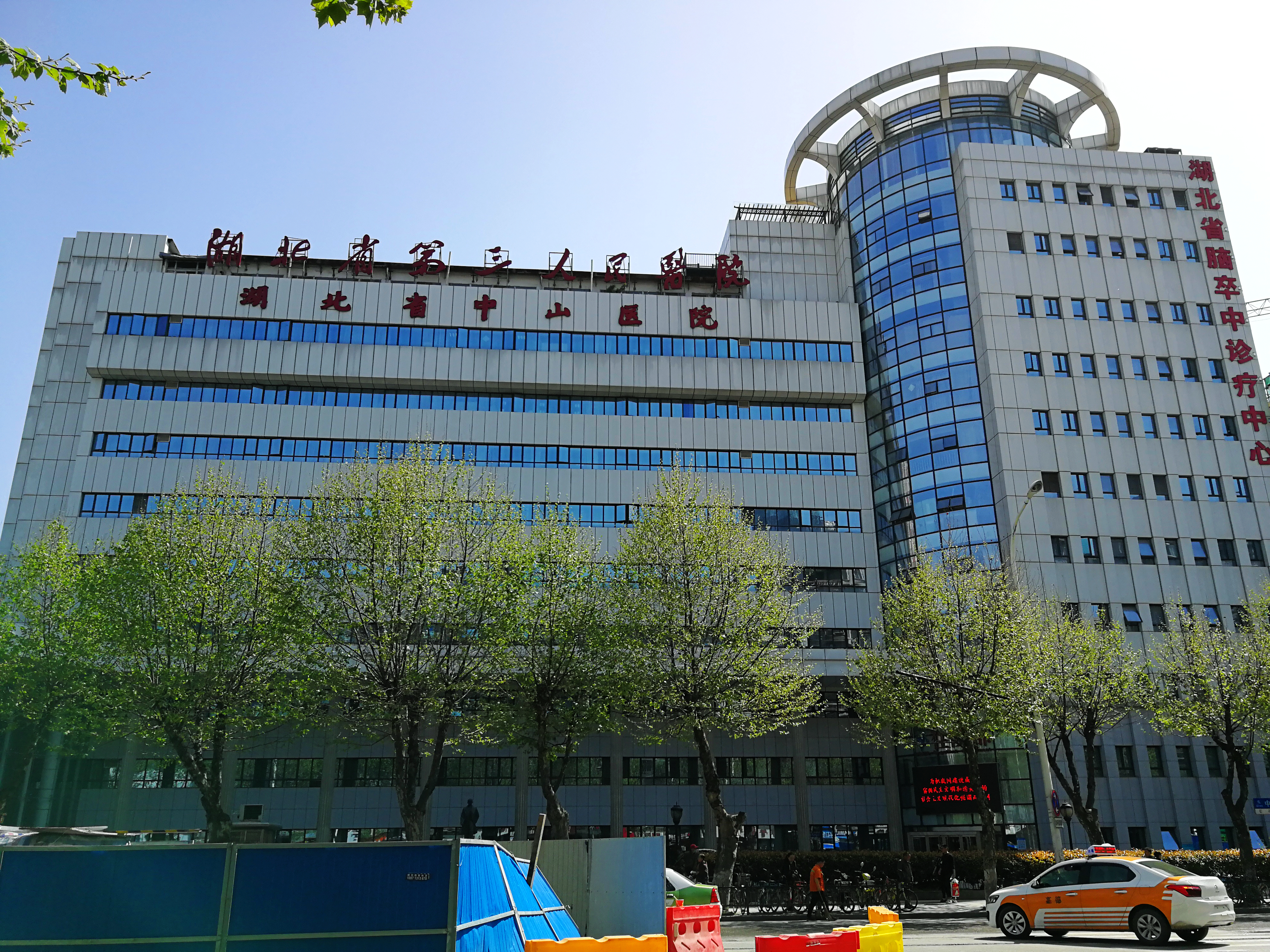
湖北省第三人民医院（湖北省中山医院）

2016年現在、医療衛生機構は327あり、うち病院が46あり、社区衛生サービスセンターが11あり、社区衛生サービスステーションは23あり、その他医療衛生機構が247ある。病床数の合計は13614であり、千人当りの医者数と病床数は10人と15.7である。

#### 三級病院（6）
- 三級甲等総合病院（4）
  - 華中科技大学同済医学院附属武漢同済医院
  - 華中科技大学同済医学院附属武漢普愛医院
  - 武漢市中西医結合医院（武漢市第一医院）
  - 湖北省第三人民医院（湖北省中山医院）
- 三級精神病院（1）
  - 武漢市精神衛生センター
- 三級専科病院（1）
  - 武漢普瑞眼科医院